# أحمد ناصر الأحمد
احمد ناصر الاحمد المعروف بـأحمد ناصر (مواليد 1 فبراير 1993) لاعب كرة قدم إماراتي يجيد اللعب في الهجوم لعب سابقاً مع نادي حتا في الفئات السنية و نادي بني ياس.